# تيمور أكمورزين
تيمور أكمورزين (7 ديسمبر 1997 بموسكو في روسيا - ) هو لاعب كرة قدم روسي في مركز حراسة المرمى. لعب مع روبين كازان وFC Rubin-2 Kazan ‏.

## روابط خارجية
- تيمور أكمورزين على موقع قاعدة بيانات كرة القدم.إي يو (الإنجليزية)
- تيمور أكمورزين على موقع Soccerway.com (الإنجليزية)
- تيمور أكمورزين على موقع عالم كرة القدم.نت (الإنجليزية)
- تيمور أكمورزين على موقع AS.com (الإسبانية)